# Кривина (Курганская область)
Кривина — деревня в Кетовском районе Курганской области. Входит в состав Колташëвского сельсовета.

## История
До 1917 года входила в состав Падеринской волости Курганского уезда Тобольской губернии. По данным на 1926 год состояла из 67 хозяйств. В административном отношении входила в состав Беспаловского сельсовета Утятского района Курганского округа Уральской области.

## Население
| 1989 | 2002 | 2010 |
| ---- | ---- | ---- |
| 4    | ↗28  | ↗54  |

По данным переписи 1926 года в деревне проживало 342 человека (164 мужчины и 178 женщин), в том числе: русские составляли 99 % населения.